# Mauretania na Letnich Igrzyskach Olimpijskich 2020
Mauretania na Letnich Igrzyskach Olimpijskich 2020 – występ kadry sportowców reprezentujących Mauretanię na igrzyskach olimpijskich, które odbyły się w Tokio w Japonii, w dniach 23 lipca – 8 sierpnia 2021 roku.
Reprezentacja Mauretanii liczyła dwóch zawodników – kobietę i mężczyznę, którzy wystąpili w 1 dyscyplinie.
Był to dziesiąty start Mauretanii na letnich igrzyskach olimpijskich.

## Reprezentanci

### Lekkoatletyka
| Konkurencja             | Zawodnik        | Runda 1  | Runda 1 | Półfinał | Półfinał | Finał    | Finał   | Pozycja |
| Konkurencja             | Zawodnik        | Rezultat | Pozycja | Rezultat | Pozycja  | Rezultat | Pozycja | Pozycja |
| ----------------------- | --------------- | -------- | ------- | -------- | -------- | -------- | ------- | ------- |
| Bieg na 5000 m mężczyzn | Abidine Abidine | 14:54.80 | 19      | NQ       | NQ       | NQ       | NQ      | 37      |
| Bieg na 100 m kobiet    | Houlèye Ba      | 15.26    | 9       | NQ       | NQ       | NQ       | NQ      | 27      |